# Amae no Kozo
Amae no Kozo (甘えの構造, en català Anatomia de la dependència) és un llibre de no ficció escrit pel psicoanalista japonès Takeo Doi, que explica detalladament el concepte d'amae, que ell descriu com una necessitat únicament japonesa de confiar i dependre submisament de alguna persona. L'autor compara això a comportar-se de forma infantil en cas que els pares també gaudeixen d'aquesta actitud (Doi 2001:16), i afirma que la relació ideal és el que es dona en la relació binomial pare-fill, i totes les altres relacions s'han d'esforçar per assolir aquest grau de proximitat (Doi 2001: 39).

## Concepte principal
Amae (甘え) és la forma nominal del verb amaeru (la traducció del qual seria "desitjar dependre de la benevolència d'altres"), que Doi utilitza per descriure el comportament d'una persona que intenta induir una figura d'autoritat, com un pare, marit, mestre o supervisor, perquè en tingui cura. La paraula, que s'utilitza molt poc per si mateixa, s'aplica de manera descriptiva al comportament d'altres persones. La persona que està duent a terme un acte de amae pot demanar o suplicar, o bé actuar de manera egoista, amb la certesa que el cuidador també en gaudirà. El comportament dels nens cap als seus pares és potser l'exemple més comú d'amae, però Doi va sostenir que les pràctiques de criança dels fills al món occidental intenten aturar aquest tipus de dependència, mentre que al Japó persisteix a l'edat adulta en tota mena de relacions socials.
Com que els japonesos eviten sigui com sigui qualsevol confrontament, l'amae és una eina que manté la pau i l'harmonia (anomenada wa 和 a la societat japonesa).

## Context literari
El llibre va ser publicat originalment al Japó el 1971, i se'n va publicar una posterior traducció a l'anglès realitzada per John Bester el 1973. Doi va desenvolupar aquesta idea per explicar i descriure molts tipus de comportament japonesos. Tot i això, Doi afirma que mentre que l'amae no és només un fenomen japonès, els japonesos són els únics que tenen un ampli vocabulari per descriure'l. La raó d'això és que amae és un factor important en la interacció i els costums japonesos. Doi argumenta que les conjectures no verbals empàtiques (Sasshi찰し), una afició per unanimitat en la presa de decisions, l'ambigüitat i el dubte de l'autoexpressió (enryo远虑), i les dinàmiques tatemae i honne són manifestacions comunicatives de la psicologia dels japonesos.
Doi tradueix amaeru com "dependre i abusar de la benevolència dels altres." Indica Doi, "impotència i el desig de ser estimat." Amaeru també es pot definir com a "voler ser estimat", i denota necessitats de dependència ; Amae és, en essència, una petició d'indulgència de les necessitats percebudes pròpies.

Doi explica que:
| « | "El prototip psicològic d'"amae" es troba en la psicologia del nen en la seva relació amb la seva mare, no un nounat, però un nen que ja s'ha adonat que la seva mare existeix independentment de si mateix... en la seva ment desenvolupada s'adona gradualment que si mateix i la seva mare tenen existències independents, i arriba a sentir la mare com una cosa indispensable per a si mateix, amb l'ànsia pel contacte proper així desenvolupada que constitueix, per dir-ho, amae". | » |

Segons Doi i altres, al Japó el tipus de relació basat en aquest prototip és un model de les relacions humanes en general, especialment (encara que no exclusivament), quan una persona té més autoritat que l'altra. Com Frank Gibney exposa:
| « | "Ell pot ser el teu pare o el teu germà o germana gran... Però pot molt bé ser el seu cap de secció a l'oficina, el líder de la facció política local, o simplement un company que anava un o dos cursos per sobre teu a l'escola o a la universitat. La síndrome amae és omnipresent a la vida japonesa". | » |

Amae també pot ser utilitzat per descriure el comportament d'un marit que arriba a casa borratxo i depèn de la seva dona per aconseguir que el prepari per anar al llit. Al Japó, amae té una connotació d'immaduresa, però també es reconeix com un ingredient clau en les relacions amoroses, potser més que les nocions de romanticisme, tan comunes a Occident. 

## Recepció de la crítica
El treball de Doi ha estat fortament criticat per acadèmics especialitzats en estudis Nihonjinron per ser anecdòtic i ple de imprecisions. (Vegeu Dale, P. 1986 El mite de la singularitat japonesa, Mouer i Sugimoto 1986, 1982, Kubota 1999)
El treball de Doi ha estat aclamat pel psiquiatre estatunidenc Frank Johnson com una contribució distintiva a la psicoanàlisi, que ha dedicat un estudi complet al llibre de Doi i per als seus crítics.